# Ferrari 499P
Chronologie des modèles
Ferrari 333 SP Aucun
La Ferrari 499P (ou « Ferrari 499 P », avec une espace comme indiqué sur les plaques de châssis) est un prototype conçu par le constructeur automobile italien Ferrari dans le but de concourir dans la nouvelle catégorie reine Hypercar du championnat du monde d'endurance FIA, qui inclut les 24 Heures du Mans. C'est la première Ferrari de type sport-prototype conçue et construite par la marque depuis la 333 SP sortie en 1994.
Ses débuts en compétition ont lieu lors des 1 000 Miles de Sebring 2023. Le 11 juin 2023, avec l'équipage James Calado-Alessandro Pier Guidi-Antonio Giovinazzi, la 499P remporte l'édition du centenaire des 24 Heures du Mans, cinquante ans après que la Scuderia Ferrari a quitté cette compétition, et dont la dernière victoire remontait à 1965.

## Genèse et développement
Le retour de Ferrari dans la catégorie reine du championnat du monde d'endurance a longtemps été une spéculation durant les années 2010. Le 13 juin 2009, Luca di Montezemolo, alors patron de Ferrari, donne le départ des 24 Heures du Mans, où sont engagées pas moins de dix Ferrari F430, et indique que la Formule 1 reste la priorité. À Noël 2013, lors du dîner de fin de saison à Maranello, le même Luca di Montezemolo déclare : « Poursuivre le développement en GT du transfert de technologie aux voitures de route a toujours été partie intégrante de notre activité. Nous avons gagné avec la Ferrari 458 GTE, mais j'aime aussi l'idée de rouler au Mans dans la catégorie la plus élevée : qui sait, peut-être qu'un jour nous pourrons revenir et gagner, dire merci et revenir à la maison ? Nous devrions peut-être prendre cette option en considération de façon sérieuse ». Luca di Montezemolo avait précisé ses propos dans la foulée : « Même si les 24 Heures du Mans représentent un défi passionnant, ce n'est pas un objectif immédiat pour nous. Peut-être que nous pourrons en parler de nouveau dans trois ou quatre ans ».
En juin 2014, Fernando Alonso, à l'époque pilote Ferrari engagé dans le championnat du monde de Formule 1, est chargé de donner le départ des 24 Heures du Mans. Quelques mois plus tôt, il avait été pris en flagrant délit d'espionnage de l'Audi R18 e-tron quattro lors de la soirée FIA. Le couperet tombe le 13 juin avec une nouvelle déclaration de Luca di Montezemolo :  « Bien sûr, nous ne pourrons pas être présent  à la fois en Endurance et en Formule 1. Ce n'est pas possible ». Il évoque une possible arrivée en 2020, soit six ans plus tard,.
Le règlement concernant la nouvelle catégorie reine du championnat du monde d'endurance, les Le Mans Hypercar, est dévoilé le 14 juin 2019, en marge des 24 Heures du Mans. Le 20 janvier 2020, à l'occasion des 24 Heures de Daytona, lors d'une conférence de presse commune entre l'International Motor Sports Association (IMSA) et l'Automobile Club de l'Ouest (ACO), la nouvelle catégorie Le Mans Daytona h est présentée. Dans un esprit de convergence entre l'IMSA et l'ACO, ces deux catégories de voiture doivent être éligibles au championnat du monde d'endurance à partir de 2022, ainsi qu'aux WeatherTech SportsCar Championship à partir de 2023.
À la suite de cela, Antonello Coletta, responsable du département GT chez Ferrari, indique en février 2020 que l'entreprise a un intérêt pour la catégorie LMDh, mais que la catégorie LMH a néanmoins les préférences de Ferrari car celle-ci permet de concevoir et de construire ses propres châssis. Quelques mois plus tard, en juin 2020, Antonello Coletta indique que la décision sur un éventuel programme doit intervenir d'ici la fin de l'année,.
Le 24 janvier 2021, Ferrari confirme son retour dans la catégorie Hypercar du championnat du monde d'endurance en développant une voiture répondant à la réglementation LMH.
Lors des 24 Heures du Mans 2022, Ferrari dévoile un visuel de sa future arme qui laisse entrevoir une voiture munie d'optiques frontales reprenant les styles de la firme au cheval cabré d'alors. Quelques semaines plus tard, le 6 juillet 2022 sur le circuit de Fiorano, la nouvelle voiture fait ses premiers tours de roue, munie d'une livrée camouflage, aux mains du pilote italien Alessandro Pier Guidi et du pilote danois Nicklas Nielsen,.
Le 29 octobre 2022, lors des Finali Mondiali, Ferrari présente officiellement la Ferrari 499P,.

## Compétition

### 2023
L'exploitation de la Ferrari 499P est confiée à l'écurie italienne AF Corse pour la participation au championnat du monde d'endurance FIA 2023.
1 000 Miles de Sebring

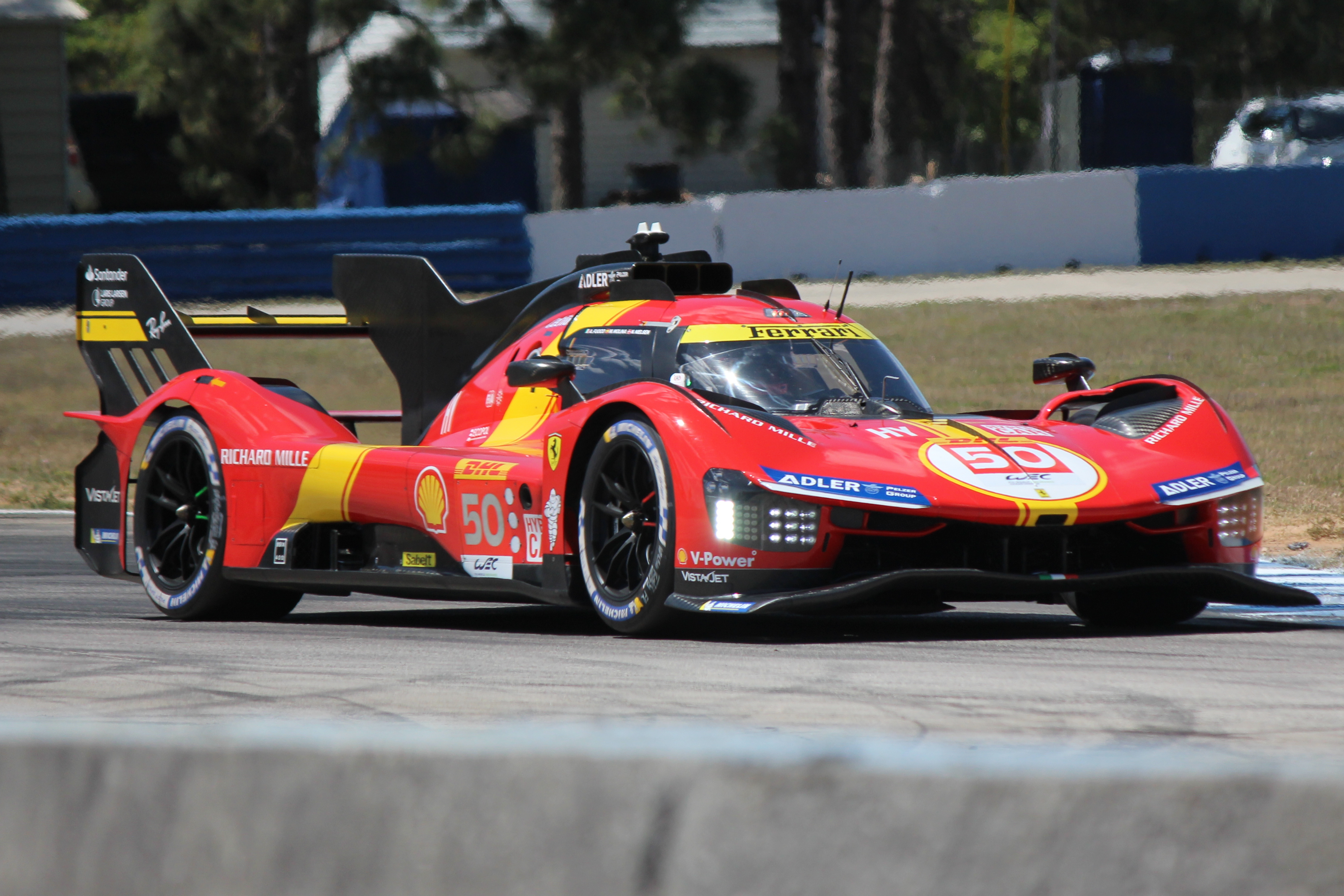
La Ferrari 499p no 50 lors des 1 000 Miles de Sebring 2023.

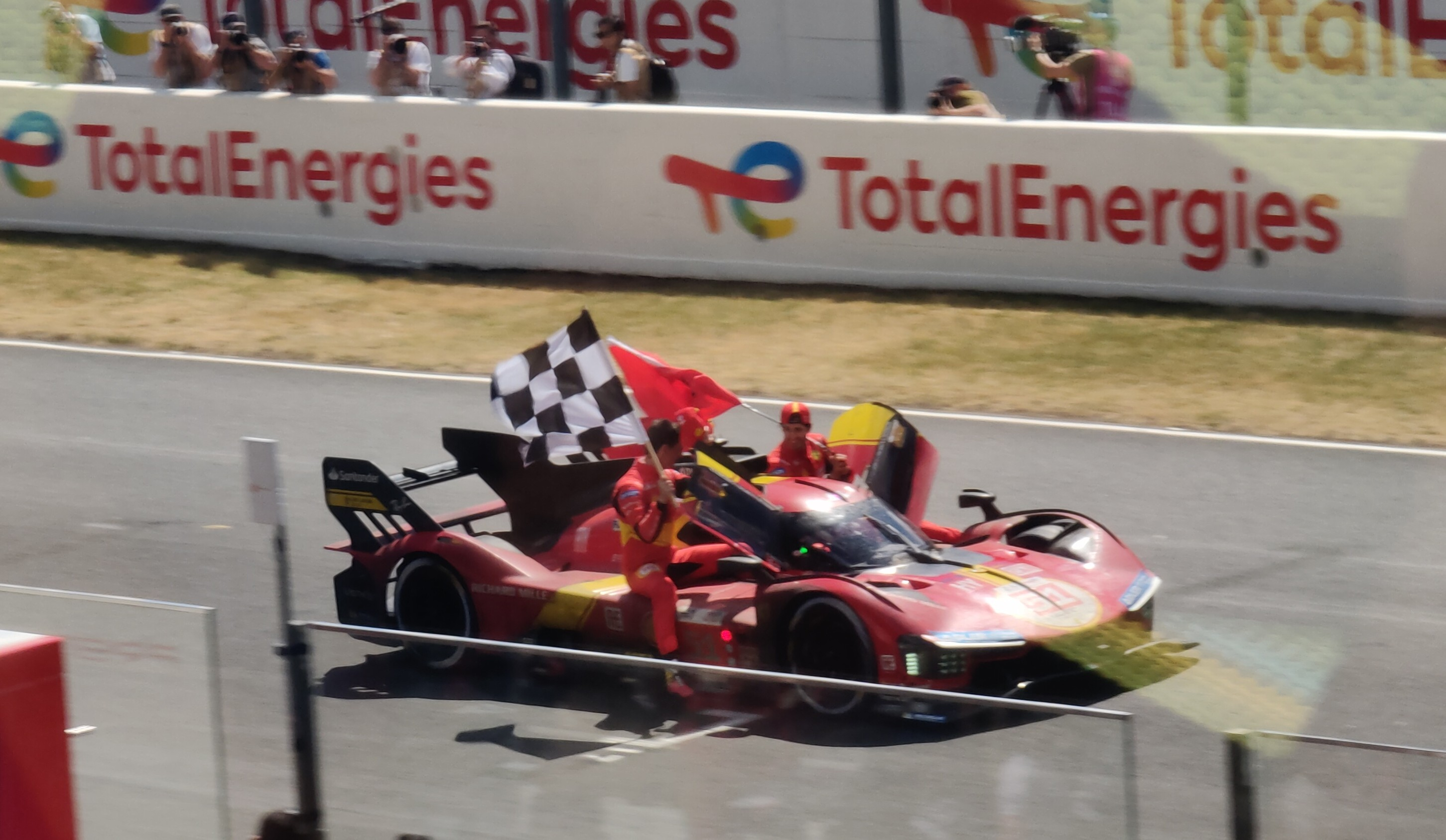
L'équipage de la Ferrari 499P no 51 célébrant, devant la foule, sa victoire lors des 24 Heures du Mans 2023.

Lors des qualifications, Antonio Fuoco sur la voiture no 50, qu'il partage avec Miguel Molina et Nicklas Nielsen établit le meilleur temps. Alessandro Pier Guidi, aux commandes de la no 51, assure la 4e place sur la grille de départ derrière les Toyota no 7 et 8. La Ferrari 499P no 50 prend rapidement les devants de la course, mais la décision de s'arrêter aux stands pendant une période précoce sous voiture de sécurité se révèle désavantageuse. En effet, elle reçoit une pénalité pour son passage par les stands au redémarrage, et une autre pénalité de cinq secondes pour ne pas avoir suivi la procédure correcte. La voiture sœur no 51, alors qu'il reste deux heures de course, heurte la Ferrari 488 GTE Am no 54 de Francesco Castellacci au virage 15, près de l'entrée des stands. Sa voiture endommagée, Alessandro Pier Guidi rentre difficilement aux stands et reste au garage pendant 20 minutes. Cet incident prive l'équipage d'une chance d'atteindre le podium. Au final, la voiture no 51 termine à la 15e place du classement général. La no 50 parvient, elle, à se hisser à la troisième place, et décroche le premier podium pour l'écurie.
6 Heures de Portimão
Les qualifications sur le circuit de Portimão voient les Toyota réaliser des temps de plus d'une seconde plus rapides que leurs concurrents directs, une différence qui étonne beaucoup le camp Toyota alors que Ferrari avait obtenu la pole position lors de la précédente qualification. En effet, les Ferrari 499P étaient réglées pour tenter de remporter la course plutôt que pour réaliser la pole. Les deux voitures se qualifient donc aux 3e et 4e places sur la grille de départ. Lors du premier tour de la course, la Ferrari no 51 attaque la Toyota no 8. Elle arrive à prendre la deuxième place rapidement. En revanche, la voiture no 50 perd une place dès le départ au profit de la Porsche 963 no 6. Très rapidement, la Ferrari no 51 perd la seconde place au profit de la Toyota no 8. Après 40 minutes de course, l'écurie demande à la voiture no 50 de laisser passer la no 51, une consigne d'écurie que la voiture no 50 accepte difficilement. Pourtant, à la moitié de la course, c'est bien la no 50 qui occupe la deuxième place pendant que la no 51 est à la quatrième place. Alors qu'il reste moins d'une demi-heure de course, la voiture no 51 subit un problème de freins et est contrainte à l'abandon,. La Ferrari no 50 finit à la seconde place. C'est la deuxième fois en deux courses que la voiture no 50 se hisse sur le podium. L'écurie indique ne pas avoir poussé la voiture jusqu'à ses limites durant le week-end, mais plutôt souhaité récolter des données.

## Technique
Le châssis est construit par la firme italienne Dallara.

## Palmarès
La 499P remporte le classement général des 24 Heures du Mans 2023, 2024 et 2025.

### 2023
Hormis les victoires en catégorie GT, il s'agit de la première victoire d'une Ferrari au Mans depuis 1965.
| Pos. | Écurie           | no | Pilotes               | SEB | POR | SPA  | LMS | MON | FUJ | BHR | Points |
| ---- | ---------------- | -- | --------------------- | --- | --- | ---- | --- | --- | --- | --- | ------ |
| 2e   | Ferrari AF Corse | 50 | Antonio Fuoco         | 3e  | 2e  | Abd. | 5e  | 2e  | 4e  | 3e  | 161    |
| 2e   | Ferrari AF Corse | 50 | Miguel Molina         | 3e  | 2e  | Abd. | 5e  | 2e  | 4e  | 3e  | 161    |
| 2e   | Ferrari AF Corse | 50 | Nicklas Nielsen       | 3e  | 2e  | Abd. | 5e  | 2e  | 4e  | 3e  | 161    |
| 2e   | Ferrari AF Corse | 51 | James Calado          | 7e  | 6e  | 3e   | 1er | 5e  | 5e  | 6e  | 161    |
| 2e   | Ferrari AF Corse | 51 | Antonio Giovinazzi    | 7e  | 6e  | 3e   | 1er | 5e  | 5e  | 6e  | 161    |
| 2e   | Ferrari AF Corse | 51 | Alessandro Pier Guidi | 7e  | 6e  | 3e   | 1er | 5e  | 5e  | 6e  | 161    |

### 2024
| Pos. | Écurie           | no | Pilotes               | QAT | IMO | SPA | LMS  | SĀO | COA  | FUJ  | BHR | Points |
| ---- | ---------------- | -- | --------------------- | --- | --- | --- | ---- | --- | ---- | ---- | --- | ------ |
| 3e   | Ferrari AF Corse | 50 | Antonio Fuoco         | 6e  | 4e  | 3e  | 1er  | 6e  | 3e   | 9e   | 11e | 137    |
| 3e   | Ferrari AF Corse | 50 | Miguel Molina         | 6e  | 4e  | 3e  | 1er  | 6e  | 3e   | 9e   | 11e | 137    |
| 3e   | Ferrari AF Corse | 50 | Nicklas Nielsen       | 6e  | 4e  | 3e  | 1er  | 6e  | 3e   | 9e   | 11e | 137    |
| 3e   | Ferrari AF Corse | 51 | James Calado          | 12e | 7e  | 4e  | 3e   | 4e  | Abd. | Abd. | 14e | 137    |
| 3e   | Ferrari AF Corse | 51 | Antonio Giovinazzi    | 12e | 7e  | 4e  | 3e   | 4e  | Abd. | Abd. | 14e | 137    |
| 3e   | Ferrari AF Corse | 51 | Alessandro Pier Guidi | 12e | 7e  | 4e  | 3e   | 4e  | Abd. | Abd. | 14e | 137    |
| 3e   | AF Corse         | 83 | Robert Kubica         | 4e  | 8e  | 8e  | Abd. | 11e | 1er  | 12e  | 8e  | 149    |
| 3e   | AF Corse         | 83 | Robert Shwartzman     | 4e  | 8e  | 8e  | Abd. | 11e | 1er  | 12e  | 8e  | 149    |
| 3e   | AF Corse         | 83 | Ye Yifei              | 4e  | 8e  | 8e  | Abd. | 11e | 1er  | 12e  | 8e  | 149    |

### 2025
| Pos. | Écurie           | no | Pilotes               | QAT | IMO | SPA | LMS | SĀO | COA | FUJ | BHR | Points |
| ---- | ---------------- | -- | --------------------- | --- | --- | --- | --- | --- | --- | --- | --- | ------ |
| 1er  | Ferrari AF Corse | 50 | Antonio Fuoco         | 1er | 15e | 2e  | DSQ |     |     |     |     |        |
| 1er  | Ferrari AF Corse | 50 | Miguel Molina         | 1er | 15e | 2e  | DSQ |     |     |     |     |        |
| 1er  | Ferrari AF Corse | 50 | Nicklas Nielsen       | 1er | 15e | 2e  | DSQ |     |     |     |     |        |
| 1er  | Ferrari AF Corse | 51 | James Calado          | 3e  | 1er | 1er | 3e  |     |     |     |     |        |
| 1er  | Ferrari AF Corse | 51 | Antonio Giovinazzi    | 3e  | 1er | 1er | 3e  |     |     |     |     |        |
| 1er  | Ferrari AF Corse | 51 | Alessandro Pier Guidi | 3e  | 1er | 1er | 3e  |     |     |     |     |        |
| 1er  | AF Corse         | 83 | Phil Hanson           | 2e  | 4e  | 15e | 1er |     |     |     |     |        |
| 1er  | AF Corse         | 83 | Robert Kubica         | 2e  | 4e  | 15e | 1er |     |     |     |     |        |
| 1er  | AF Corse         | 83 | Ye Yifei              | 2e  | 4e  | 15e | 1er |     |     |     |     |        |

## Pilotes
- James Calado (2023-)
- Antonio Giovinazzi (2023-)
- Alessandro Pier Guidi (2023-)
- Antonio Fuoco (2023-)
- Miguel Molina (2023-)
- Nicklas Nielsen (2023-)
- Robert Kubica (2024-)
- Ye Yifei (2024-)
- Robert Shwartzman (2024)
- Phil Hanson (2025-)

## Ferrari 499P Modificata
Le 28 octobre 2023, lors des Ferrari Finali Mondiali, le constructeur italien présente la Ferrari 499P Modificata, une déclinaison de la 499P destinée à un usage circuit pour des clients et qui ne peut être engagée en compétition. Ce modèle n'est pas affecté par la balance de performance et développe 870 chevaux, ainsi le déclenchement du moteur électrique sur l'essieu avant n'est pas soumis au seuil de 190 km/h comme c'est le cas en WEC. Ferrari ajoute également un système push-to-pass qui permet au pilote de bénéficier de 163 chevaux supplémentaires durant un certain laps de temps[Combien ?]. De plus, la version Modificata est équipée de pneus Pirelli spécifiques contrairement aux pneus Michelin habituellement utilisés en WEC. Cette version modifiée de la 499P est disponible pour 5,1 millions d'euros[Où ?].